# Seznam subkulturnih skupnosti
Seznam subkulturnih skupnosti.
- policijska subkultura
- kriminalne združbe
  - tatovi,
  - žeparji,

- mladinska gibanja
  - grungerji,
  - hipiji,
  - modsi in rockerji,
  - punkerji,
  - raperji,
  - 'reggaejaši',
  - rude boyi,
  - skinheadi,
  - emoti
  - Gothi
  - metalci oz. Metalheadi

- tolpe
  - motociklistične tolpe,
  - skuterske tolpe.